# Marilena Parenti
Marilena Parenti (Codogno, 16 marzo 1975) è una politica italiana.

## Biografia
Laureata in Lettere, è stata consigliera comunale e consigliere provinciale a Lodi per i Democratici di Sinistra. È la prima presidente del Pd di Lodi al momento della nascita del partito.
Candidata per il Partito Democratico alle elezioni politiche del 2008 nella circoscrizione Lombardia 3; risulta la prima dei non eletti, ma il 12 giugno 2012 è proclamata deputata della XVI legislatura della Repubblica Italiana in sostituzione di Antonello Soro. Rimane in carica alla Camera per meno due mesi, visto che il 7 agosto seguente lascia il seggio al collega Ezio Zani, dal momento che orami da alcuni anni viveva a Londra, dove lavorava come recruit manager per Expedia, società nel settore del turismo.